# Paraoncidium chameleon
Paraoncidium chameleon är en snäckart som först beskrevs av Brazier 1886.  Paraoncidium chameleon ingår i släktet Paraoncidium och familjen Onchidiidae. Inga underarter finns listade i Catalogue of Life.